# Шарль-Луї Лезюр
Шарль-Луї Лезюр (фр. Charles-Louis Lesur; нар. 24 серпня 1770, Гіз — пом. 1 жовтня 1849, Париж) — політичний та військовий аналітик, історик, публіцист.

## Біографічні відомості
Народився 24 серпня 1770 року в місті Гіз.
З початком Французької революції кінця 18 століття переїхав до Парижа, став там відомим як автор популярних поетичних творів і театральних п'єс. У роки Директорії був співробітником МЗС Франції. У 1807 році, за дорученням французького імператора Наполеона І Бонапарта, Лезюр підготував для урядовців історико-інформаційний трактат «Про політику та розбудову російського панування». В ньому увага приверталася до міжнародних амбіцій російських імператорів.
У 1810 році він анонімно надрукував у Парижі книгу «Історична картина політики римської курії від початку її могутності до наших днів», в якій обґрунтовував здійснене Наполеоном I Бонапартом позбавлення папства світської влади. У 1812 році, під час походу проти Росії, перевидав у розширеній версії трактат «Про політику…», включивши до нього відредагований особисто Наполеоном I Бонапартом псевдодокумент «Заповіт Петра Великого», що був складений наприкінці 18 століття польським емігрантом Сокольницьким.
У 1814 році в Парижі видрукував у повному обсязі 2-томну «Історію козаків, якій передує вступ або погляд на народи, що мешкали у країні козаків до навали татарів». За повнотою документації ця праця перевершила все, що публікувалося раніше про Україну. В ній докладно охарактеризовано систему військової організації та тактику битв козаків, їхню боротьбу проти польського панування, висвітлено становлення, зміцнення й руйнування Запорозької Січі. Разом з тим Лезюр цілком відмовився від посилань на російську історіографію, мотивуючи це тим, що її представники не погоджуються визнавати козаків нацією й змальовують їхні подвиги часом у надто непривабливому світлі. Провідними постатями визвольних змагань українського народу він вважав Богдана Хмельницького та Івана Мазепу (за те, що той уклав союз із Швецією), а перехід України «під покровительство Росії» трактував як повернення до нового рабства.
Лезюр у своїй праці виявляє великі симпатії до українців: «Українці більш великодушні, більш відверті й щирі, більш ввічливі, більш гостинні, більш працьовиті, ніж русскі. Вони виявляють живий доказ перемоги свободи над людьми, що народилися в неволі». Україна на думку Лезюра цікава «не тільки своїм впливом на тогочасні сусідні держави, але й тим, що мала двох великих мужів — Хмельницького та Мазепу. Для всесвітньої історії Козаччина цікава двома великими подіями, а саме спробою Володислава IV за допомогою козаків зробитися справжнім володарем Польщі і крім того, упадком Карла XII. Для політиків історія Козаччини подає приклад надзвичайно оригінального урядування на зразок Спарти та Риму». Добу Хмельницького Лезюр називає «найбільш блискучою в козацькій історії», про Хмельницького зауважує, що він «однаково вільно розмовляв мовами турецькою, татарською, руською, польською і латинською». «Розумний, досвідчений, далекозорий, обережний у раді, відважний у битві, він звик витримувати найбільшу втому, невичерпний у втратах і засобах, активний у перемозі, гордий у поразках, іноді засліплений долею, завжди великий твердістю характеру, варварської поведінки супроти ворогів, але справедливий і великодушний для своїх товаришів».
Про Мазепу Лезюр писав, що він «до сильної старості зберіг очі, повні вогню, здорового духа і блискучий талант до розмови».
На думку Лезюра Україна спрагла свободи, жде слушного моменту, щоб повстати, змагаючись за своє визволення.
Шарль-Луї Лезюр помер у Парижі 1 жовтня 1849 року.